# Trichocerca brevidactyla
Trichocerca brevidactyla är en hjuldjursart som först beskrevs av Daday 1890.  Trichocerca brevidactyla ingår i släktet Trichocerca och familjen Trichocercidae. Inga underarter finns listade i Catalogue of Life.